# Miriquidica plumbeoatra
Miriquidica plumbeoatra är en lavart som först beskrevs av Edvard Vainio och som fick sitt nu gällande namn av Adolf Josef Schwab och Gerhard Rambold. 
Miriquidica plumbeoatra ingår i släktet Miriquidica och familjen Lecanoraceae. Arten är reproducerande i Sverige.